# Municipio de Priekule
El municipio de Priekule (en letón, Priekule novads) fue un municipio de Letonia. Su territorio tenía una población estimada, a inicios de 2022, de 4911 habitantes.
Fue disuelto el 1 de julio de 2021, cuando pasó a formar parte del nuevo municipio de Kurzeme del Sur (en letón, Dienvidkurzemes novads), junto con otros siete municipios previamente existentes: Grobiņa, Aizpute , Rucava, Pāvilosta, Durbe, Nīca y Vaiņode.
Había sido creado durante el año 2009, después de una reorganización territorial. La capital era la villa de Priekule.

## Antiguas subdivisiones
- Priekule (villa)
- Bunkas pagasts (zona rural)
- Gramzdas pagasts (zona rural)
- Kalētu pagasts (zona rural)
- Priekules pagasts (zona rural)
- Virgas pagasts (zona rural)